# Mufa (telekomunikacja)
Mufa (telekomunikacja) – osłona złącza kablowego w miejscu łączenia odcinków kablowych linii telekomunikacyjnych.
Do budowy mufy telekomunikacyjnej stosuje się żeliwo, a montaż mufy polega na nałożeniu dwóch części mufy na złącze i skręceniu ich ze sobą śrubami. W zależności od złącza kablowego wewnątrz mufy, określane są nazwami:
- mufa przelotowa,
- mufa rozgałęźna,
- mufa kondensatorowa,
- mufa końcowa (głowica).